# Simón Bolívar (Équateur)
Pour les articles homonymes, voir Bolívar.
Simón Bolívar est une ville équatorienne située dans la province du Guayas. Elle est le chef-lieu du canton du même nom.

## Géographie
La ville de Simón Bolívar est située à mi-chemin entre Juján (es) et Lorenzo de Garaicoa.

## Histoire
Simón Bolívar fait originellement partie de la paroisse de Lorenzo de Garaicoa et était connue sous le nom de Vuelta de Gallina (littéralement Renversement de poulets), puisque de Colombiens qui transportaient des poulets sur le río Amarillo aurait vu leur bateau chavirer à cet endroit. Plus tard, de nombreux agriculteurs s'y sont installés et vers 1940, une communauté du nom de Simón Bolívar était formée. La communauté est élevée au statut de paroisse rurale du canton de Yaguachi en 1956. Le 27 mai 1991, le président Rodrigo Borja Cevallos décide d'en faire un canton à part entière dû au nom faisant référence au révolutionnaire sud-américain.

## Démographie
En date du recensement équatorien de 2010, on comptait 7 300 habitants dans la ville.